# Chusquea virgata
Chusquea virgata är en gräsart som beskrevs av Eduard Hackel. Chusquea virgata ingår i släktet Chusquea och familjen gräs.
Artens utbredningsområde är Costa Rica. Inga underarter finns listade i Catalogue of Life.